# Последний из Сартаева рода
После́дний из Сарта́ева ро́да (баш. Һуңғы Һартай)  — хикаят, памятник башкирской словесности.

## История
Произведение создано, предположительно, на рубеже XIV—XV вв. Повествование ведется от имени предводителя башкирского рода сарт Джалык-бия.
На русском языке текст произведения записан краеведом М. И. Касьяновым в 1935 году. Рукопись хранится в архиве УНЦ РАН. Оригинал текста на башкирском языке не сохранился.
В 70-е годы XX века хикаят был переведён на башкирский язык с русского текста учёным-фольклористом М. М. Сагитовым.
Поэтические интерпретации произведения на башкирском языке осуществлены А. М. Сулеймановым, М. Ямалетдином, на русском языке — Р. В. Палем.
Хикаят был впервые опубликован в журнале «Ағиҙел», в Уфе на башкирском языке («Агидель», 1971, №2), затем 1980 году в книге «Башҡорт халыҡ ижады. Риүәйәттәр, легендалар» («Башкирское народное творчество. Легенды», с комментариями)

## Содержание
В произведении рассказывается о военном противостоянии башкирских батыров из рода сартов войскам Аксак-Тимура (Хромого Тимура, т.е. Тамерлана) в конце XIV века.
В начале произведения рассказывается о мирной жизни людей в башкирском роде сарт. Джалык-бий — свободный башкир, привыкший жить привольно. Мирная жизнь прерывается набегами монгольских племен во главе с Менгу-туре. Автор повествует о нравах, юности, воинских качествах своих сыновей Кармасана и Чермасана. По существующим фольклорным традициям, внутренний мир героев произведения, их переживания занимают в тексте мало места. Описывался больше внешний облик героев произведения, их внешние качества. Сын Кармасан, подчиняясь воле отца, женился на девушке по имени Айбикя — дочери аксакала Кара-абыза. Согласно народному обычаю башкир сын во всем должен подчиниться «аксакалу» отцу. Этим он выражает ему своё почтение и уважение.
В последующей части автор повествует о борьбе Джалык-бия и его родных с Тамерланом. Джалык-бий представлен в произведении как смелый и находчивый предводитель рода сарт, достойный самого высокого уважения.
Борьба закончилась поражением рода сарт. Джалык-бий потерял сыновей, друзей, остался одним представителем рода сарт. Не осталось наследников, которые могли бы продолжить род сарт, а значит, нет и будущего. Тем не менее Джалык-бий воин и остался верен чести воина «яу».
Именами погибших сыновей Джалык-Бия были названы реки — притоки реки Белой в Республике Башкортостан — Кармасан и Чермасан.

## Характеристика
Произведение "Последний из Сартаева" отличает образность языка, частые поэтические сравнения (описание вечера после пиршества,  по поводу свадьбы старшего сына), гиперболизированные сравнения, описание драматических эпизодов.
Произведению присущи поэтические как традиции жанра баит или дастан, так и стороны древних письменных памятников. В нем нашли отражение фольклорные мотивы, образы, традиции обрядовой поэзии башкир.